# Vale de Nogueira
Vale de Nogueira é uma povoação da Freguesia de Salsas, no Município de Bragança, Portugal. Foi, até ao início do século XIX, sede de freguesia e dum pequeno concelho independente. Tinha, em 1801, 183 habitantes. A freguesia foi extinta, assim como o município, e integrada no extinto concelho de Izeda.